# 舐陰

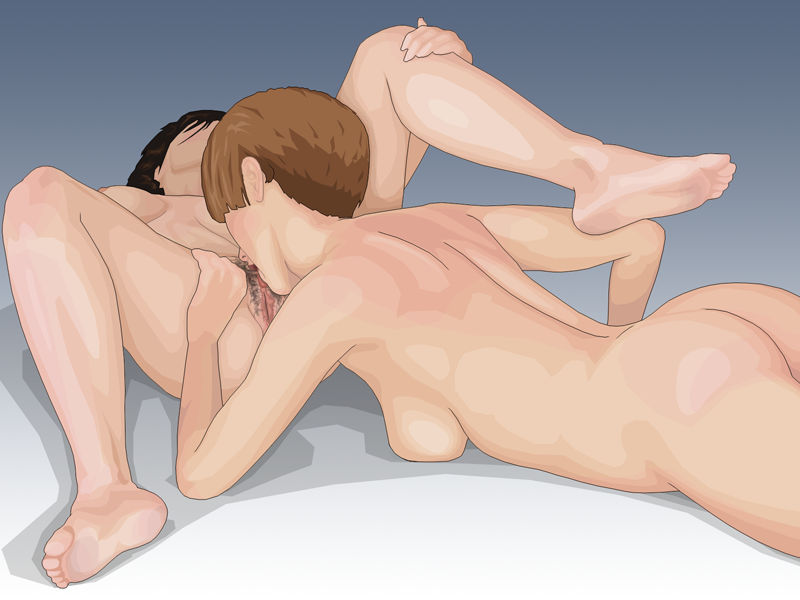
一名女性正在為另一名女性舐陰

舐阴，又称舔阴，是口交的一种，當中從事者的口部會跟一名女性的生殖器（陰蒂、外陰的其他部分或陰道）接觸，並以此進行刺激。陰蒂是人類女性生殖器中最为敏感的一個部分，对它進行刺激可使女性進入性興奮狀態，以至達至性高潮。
舐阴可使從事者進入性興奮狀態。一名伴侶可能會在進行像性交和肛交般的性行為之前，為其女性伴侶舐阴，並以其作为前戲的一部分；或視其本身就是一种加強身體親密和激起性欲的行為。正如大多數性行為一樣，口交可能會傳播性感染疾病，但相關風險顯著低於陰道交及肛交。
口交在一些地區被視為禁忌，但大多數國家並沒有設立禁止人們進行口交的法律。雖然人們普遍認為舐阴跟失贞與否沒有關係，但一些女同性戀者則正好認为舐阴会使人失貞。此外亦有一些人對「為伴侶舐阴」或「伴侶為自己舐阴」持負面觀感，並可能因此拒絕從事之。

## 语源学
英语“cunnilingus”起源自新拉丁语：女陰（cunnus）、舌（lingua）。此外亦有許多不同的俚語用於代指舐陰，包括「drinking from the furry cup」（以带毛的杯子喝飲料）、「carpet munching」（嚼地毯）、「muff diving」、「tipping the velvet」（輕舔天鵝絨）、「lip service」（舌上服務）；英國小說家萨拉·沃特斯曾把其筆下的其中一本小說命名為《輕舔絲絨》。其次，亦可稱為他人舐陰者為「cunnilinguist」。

## 實踐
一般統計表明，70-80％的女性都需透過對陰蒂進行直接刺激的方式來達至性高潮。雪儿·海特針对女性性表象的研究指出，大多數女性很容易在舐陰当中達至性高潮，因为其会直接刺激陰蒂（以及外陰等與陰蒂存有解剖關係的部分）。
可稱为他人舐陰者作「給予方」，被他人舐陰者則可稱作「接受方」。在舐陰期間，給予方或接受方皆可能会利用自身的手指把大陰唇分開，以便舌頭对陰蒂進行刺激。將雙腿往外分開也通常能使大陰唇打开一道足以令对方的舌头碰到陰蒂的空間。
一些性愛指南建議在剛開始舐陰時舌头應以較輕柔的動作刺激對方，不要过份強烈地集中刺激之。舌尖、舌面以及舌側皆可以在当中運用，此外刺激源亦可包括鼻子、下巴、牙齒和嘴唇。舌头的動作亦可依據從事者的喜好來調節，調節点包括動作快慢、動作的規律性，及其輕柔與否。除此之外，舌頭还可以進入陰道，然後在內固着不動或四处移動。接受方也可移动自己的身体，增加舌头對自身身軀的刺激。
舐陰可與指交一併進行，性玩具亦可為接受方提供额外的刺激。舌頭進入陰道的目的亦有可能是为了刺激G點。
女性自我舐陰亦是一种可能实現的舐陰方式，從事的女性会用口自行刺激自己的生殖器。但这可能只有練過柔身術的女性才能做到，因為其需要非常高的身體靈活性。

### 體位

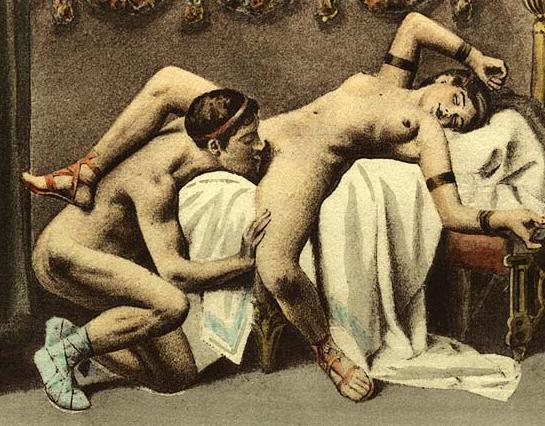
由阿夫里爾繪製的畫作，描繪了四肢伸展式体位中的舐陰

任何使性伴侶的口部能與女性生殖器接觸的體位皆適合於实践舐陰，其中包括：
- 後背體位：一種女性四肢貼地的體位，而該女性的伴侶從後面或下面為其舐陰。
- 颜面骑乘：女性騎乘在對方面部的體位，這種體位能使接受者更好地控制自己的身體動作，並能对其伴侶進行引導。
- 傳教士體位：女性背部臥躺的體位，当中她的雙腿会進行伸展，並拉到胸前，以便伴侶舐陰。
- 互相刺激：比如69式中的舐陰。
- 四肢伸展式体位（英语：Spreadeagle (position)）：跟傳教士體位类似，不過女性的手腳会分得更开，並可能應用綁縛器具
- 站立式：一種要求女性站立的體位，而她的伴侶則跪下或坐下。然而此一體位較难刺激陰蒂。

## 健康风险

### 性傳播疾病
披衣菌感染、人類乳突病毒（HPV）、人類免疫缺陷病毒、淋病、疱疹、病毒性肝炎般的性傳播感染（STIs）能经由口交傳播。與感染人類免疫缺陷病毒（一種引起愛滋病的病毒）的人交換體液便有機會遭該種病毒感染。然而與陰道交或肛交相比，口交傳播性感染疾病的風險明顯較低。在眾多傳播HIV病毒的途徑當中，口交的風險是最低的。再者现有記錄指出，在舐陰中傳播人類免疫缺陷病毒的風險低於吮陽、陰道交和肛交。
如果口交接受方的生殖器有傷口，或是給予方的口中有傷口、開放性潰瘍，以及牙齦出血，那麼傳播性感染疾病的風險則會增加。在口交之前或之後刷牙、使用牙線，以及光顧牙科服務皆有可能增加傳播的風險，因為這些活動都有機會劃傷口腔。不論多麼微少的傷口，都會增加性感染疾病透過口腔傳播的機會。此外上述情況亦會增加當事人感染常見於生殖器區域的細菌和病毒的風險。由於上述種種因素，所以醫學文獻一般建議在與不知道有沒有感染性傳播疾病的伴侶從事口交時使用有效的屏障器具。

### HPV與口腔癌
研究已發現與受人類乳突病毒感染的人士一同從事口交跟患上口腔癌有着相關性。一項於2005年發表的研究表明，跟人類乳突病毒攜帶者從事無採取任何保護措施的口交可能會增加患上口腔癌的風險。該研究發現36％的口腔癌患者受到人類乳突病毒感染；沒患上口腔癌的對照組則只有1％受其感染。
另一項2007年的研究則指出口交與咽喉癌之間有着明顯的相關性。負責該研究的研究者相信其背後的原因是人類乳突病毒會在口交中傳播。大多數子宮頸癌病例與感染人類乳突病毒有關，且許多研究都在咽喉癌組織中檢測到該種病毒。該研究最後得出結論，與從不從事口交者相比，一生中與1-5名伴侶從事口交的患上咽喉癌的風險大約增加了1倍；與多於5名伴侶從事口交者的相關風險則增加250％。

### 舌頭的機械性損傷
舌系带在舐陰时可能会因反复摩擦而潰瘍。因这种方式而起的舌系带潰瘍多為水平横狀。上述損傷对应於所接觸的舌頭下表面和下前齒的邊緣。這種類型的病變在7-10天內就会自癒，但也可能反復發作。慢性的舌系带潰瘍有机会導致線性纤维增生。平滑的下頜齒邊緣可使損傷机会降低。

## 文化與宗教觀點

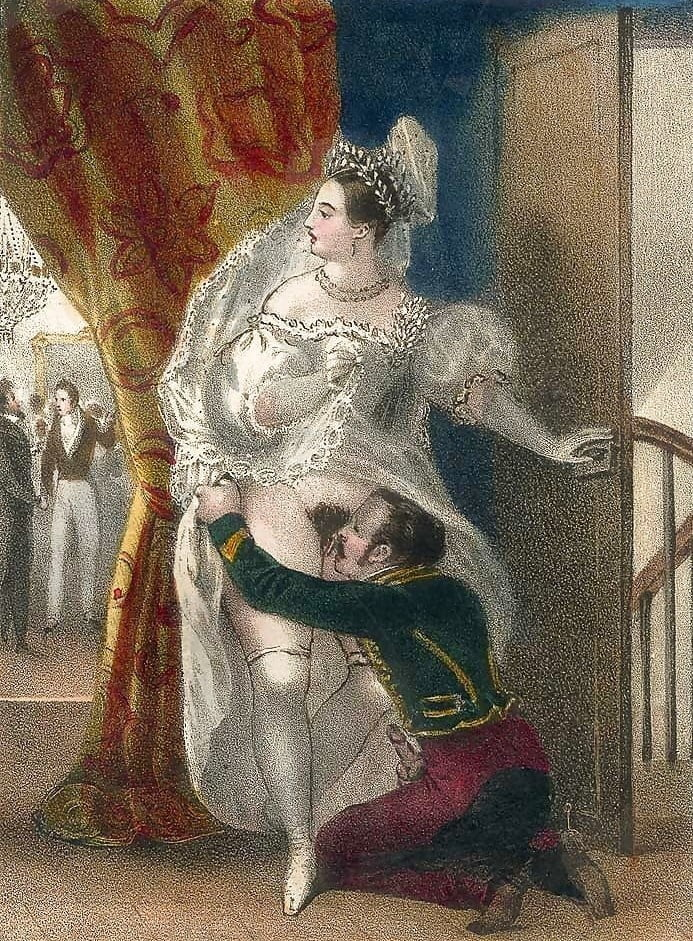
由法國藝術家阿希尔·德微里亚绘製的畫作：在一場正式宴會仍在進行時，有人正私下舐陰。

不同文化及社會對舐陰的看法差異很大。有一些對其表示厭惡，也有一些文化高度重視它。在許多社会文化中，人們会对舐陰表示批評，甚至視之為禁忌。舔陰遭傳統中國道教視為滿足靈性的性實踐，具有延年益壽之效。在現代西方文化中，普遍青少年和成年人皆会從事口交。
厭惡舐陰者亦有着不同的理由去厭惡之。其中一些認為從事舐陰的目的不是為了生殖，所以就是不自然的。一些社会对身體的不同部位都加了一定的象徵意義，这使得部分人認为舐陰是一種「很髒的」且「使人感到恥辱的」性實踐。
雖然一般觀念或會認為所有女女性接觸者皆會從事舐陰，但仍有一些女同性戀者或女雙性戀者因心理社會以及情感因素（像是認為其「很髒」），而不喜歡從事舐陰。而一些女同性戀者或女雙性戀者則認為其是必需要進行的性活動，或認為其是女同性戀者最主要的性活動。與異性戀者相比，女同性戀者更會認為伴侶不喜歡舔陰是「有問題的」，且她們更會常常為此尋求治療，希望伴侶或自己能克服對它的禁忌。
口交常被用作一種避免失貞的手段，異性伴侶當中更是如此：此類情況常遭稱作「技術性保貞」（其他技術性保貞手段包括肛交、互相撫慰等非進入式性行為）。技術性保貞此一概念在西方青年當中甚為流行，他們可能会以口交來建立和维持亲密关系，同时规避懷孕的风险。女同性戀者則可能認為口交或指交會令自己失貞，但她們對如何界定失貞有着各式各樣的看法。

## 延伸閱讀
- Gershon Legman: The Guilt of the Templars. Basic Books Inc., New York, 1966.
- Gershon Legman: Rationale of the Dirty Joke: An Analysis of Sexual Humor, Simon & Schuster, 1968.

## 外部連結
- Discovery Health "Cunnilingus" （页面存档备份，存于）
- A short literary text on Cunnilingus by Rikki Ducornet